# Wappen Nicaraguas

Das Wappen Nicaraguas

Als Wappen Nicaraguas dient das Staatsemblem: In einem goldenen Dreieck befindet sich eine grüne Bergkette aus fünf Vulkanen, die zwischen zwei blauen Meeren liegt. Über den Bergen schwebt vor einem hellblauen Himmel eine rote phrygische Mütze, die von einem silbernen Strahlenkranz umgeben ist. Über der Mütze schwingt sich ein Regenbogen in den Farben Grün, Blau, Gelb und Rot. Das Dreieck ist kreisförmig umgeben von den Schriftzügen República de Nicaragua (oben) und América Central (unten).
Die Gestaltung der Vulkankette und des Regenbogens variiert, der umgebende Schriftzug ist in goldener und blauer Schrift zu finden.
Das Wappen geht zurück auf das Emblem der Zentralamerikanischen Konföderation, das bereits alle Motive des heutigen beinhaltete. Als Nicaragua aus der Föderation ausschied, führte es das Emblem weiter, 1854 entschied man sich jedoch für eine Version mit nur einem Vulkan, über dem ein Ring mit der Aufschrift Libertad, Orden, Trabajo („Freiheit, Ordnung, Arbeit“) schwebt. Am 5. September 1908 wurde per Dekret das ursprüngliche Emblem wieder eingeführt und der Schriftzug América Central hinzugefügt. Die heutige Version wurde im Jahr 1971 festgelegt. Es ist auch auf der Flagge Nicaraguas abgebildet und unterscheidet diese so von den Flaggen von Honduras und El Salvador.
Das gleichseitige Dreieck ist ein Symbol der Gleichheit. Die fünf Vulkane stehen für die fünf zentralamerikanischen Staaten der Konföderation, die beiden Meere sind der Atlantik und der Pazifik, die Mittelamerika umgeben. Die Phrygische Mütze war Kopfbedeckung der Jakobiner während der Französischen Revolution und wurde dadurch zum Freiheits- und Unabhängigkeitssymbol besonders in Lateinamerika. Der Regenbogen ist ein Friedenssymbol.
Das Wappen El Salvadors ist dem nicaraguanischen immer noch sehr ähnlich, die modernen Wappen der anderen ehemaligen Mitglieder der Zentralamerikanischen Konföderation greifen ähnliche Motive auf. Die Jakobinermütze ist heute noch Bestandteil der Wappen Argentiniens, Kolumbiens und von West Virginia sowie der Flaggen Paraguays, Haitis, der US-amerikanischen Bundesstaaten New York und New Jersey sowie des brasilianischen Bundesstaats Santa Catarina.

Emblem der Zentralamerikanischen Konföderation (1823–24)
Wappen Nicaraguas 1854–1908
Wappen Nicaraguas 1908–1971
Wappen El Salvadors